# Mont Meager
Le mont Meager, en anglais Mount Meager, est un ancien volcan endormi du Canada situé en Colombie-Britannique. Son point culminant est le pic Plinth avec 2 645 ou 2 680 mètres d'altitude. Sa dernière éruption déroulée vers 410 av. J.-C. est la plus grande éruption explosive de l'Holocène au Canada avec la production de nuées ardentes, de dômes et de coulées de lave.

## Toponymie
Le mont Meager est aussi appelé montagne Meager, champ volcanique de Meager Creek ou groupe Meager, en anglais Mount Meager, Meager Mountain, Meager Creek Volcanic Field, et Group Meager.

## Géographie

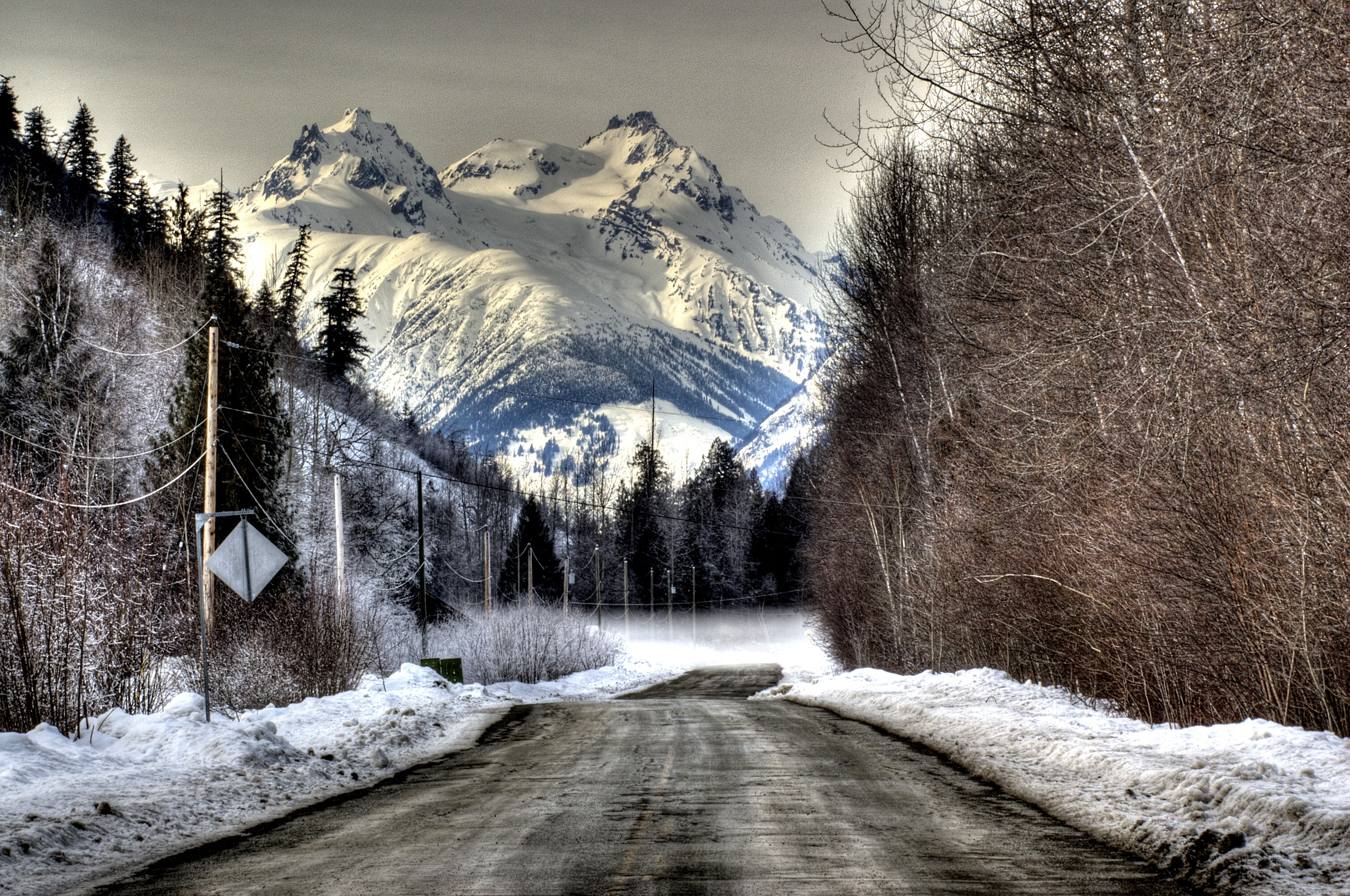
Vue du mont Meager.

Le mont Meager est situé dans le sud-ouest du Canada et de la Colombie-Britannique, dans les chaînons du Pacifique de la chaîne Côtière. Administrativement, il est inclus dans le district régional de Squamish-Lillooet. Il est entouré par la rivière Lillooet au nord et au nord-est, un affluent du Meager Creek situé au sud et au sud-est ainsi que la parc provincial de Upper Lillooet à l'ouest. Vancouver, la plus grande ville de Colombie-Britannique, se trouve à 150 kilomètres au sud,.
Le mont Meager fait partie de la ceinture volcanique de Garibaldi de l'arc volcanique des Cascades dont il constitue le volcan le plus septentrional. Il s'agit d'un stratovolcan formé d'andésite et de rhyodacite de composition mafique à felsique organisé autour de huit centres volcaniques, reposant sur un socle de roches cristallines et métamorphiques de 400 mètres de hauteur. Il couvre une superficie de 208 km2, s'étendant sur seize kilomètres du nord au sud et vingt kilomètres d'est en ouest. Son sommet est constitué de nombreux dômes de lave et de necks dégagés par l'érosion, notamment glaciaire, et d'empilement de coulées de lave dacitique et andésitique de plus d'un kilomètre d'épaisseur. Des coulées de lave basaltique datant du Quaternaire ont recouvert la partie supérieure de la vallée Elaho. Les necks de rhyodacite constituent les plus hauts sommets de la montagne dont le pic Plinth culminant à 2 645 ou 2 680 mètres d'altitude,,.

## Histoire

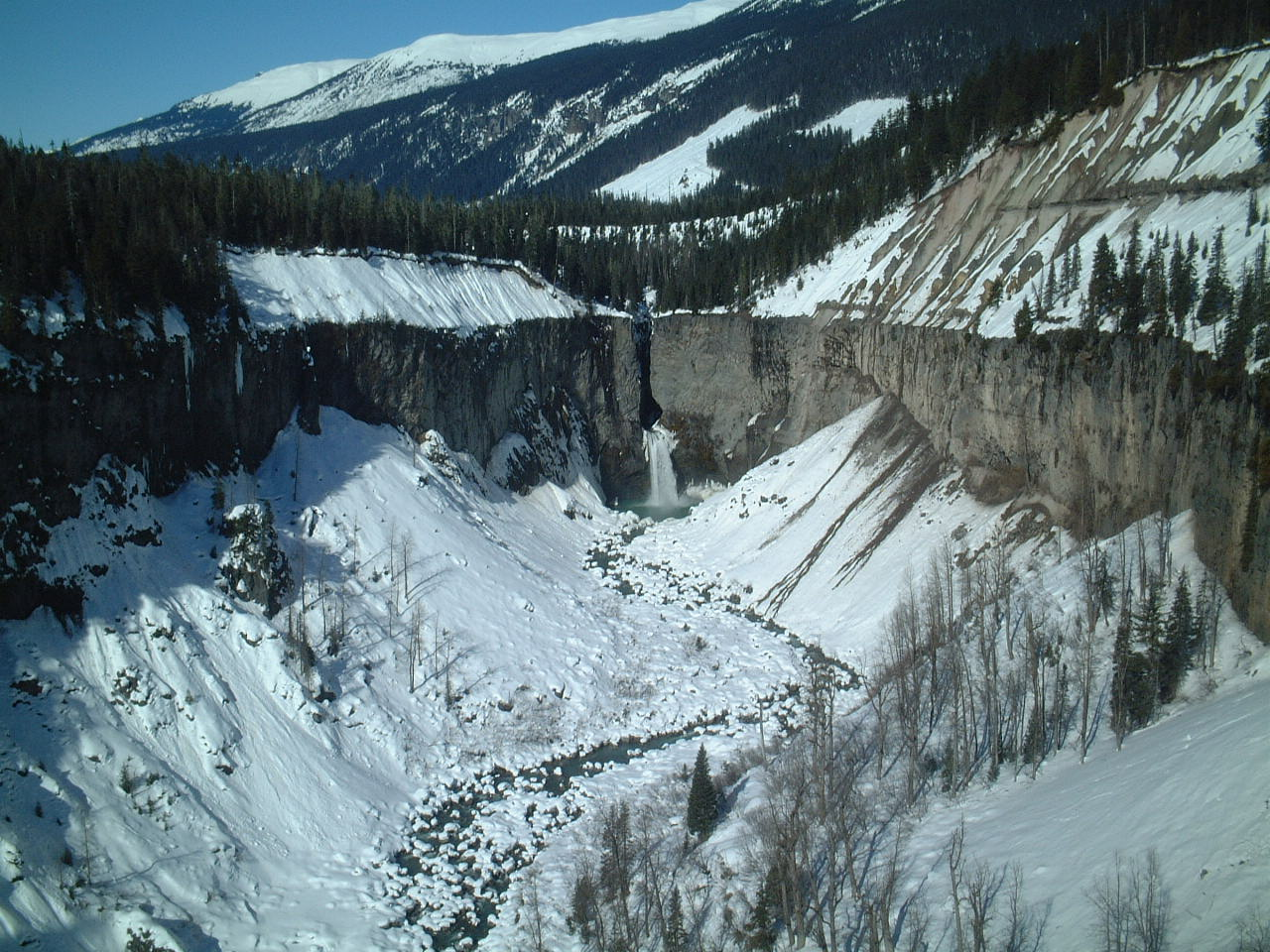
Vue de Keyhole Falls, une chute d'eau sur la rivière Lillooet précipitée du haut de la couche de dépôts pyroclastiques datant de la dernière éruption du mont Meager.

Le mont Meager a commencé à s'édifier durant le Pliocène et a connu ses dernières éruptions à l'Holocène. Sa dernière, vers 410 av. J.-C., est la plus grande éruption explosive de l'Holocène qu'ait connu le Canada avec un indice d'explosivité volcanique de 5,. De nature plinienne,, elle s'est traduite par des nuées ardentes ayant produit des lahars et d'importants dépôts de téphras et de cendres jusqu'en Alberta,, une coulée de lave rhyodacitique de trois kilomètres de longueur et des dômes de lave, le tout issu du flanc nord-est du pic Plinth,,. La seule activité volcanique actuelle est la présence de deux sources chaudes présentant un potentiel géothermique,.